# Veronica punicea
Veronica punicea är en grobladsväxtart som beskrevs av Garn.-jones. Veronica punicea ingår i släktet veronikor, och familjen grobladsväxter. Inga underarter finns listade i Catalogue of Life.